# Ahai
Para los sabios Geonim ver  Achai Gaon. Para los sabios Amora ver Rabbi Aha(Inglés), Aha b. Jacob (Inglés) o Aha b. Raba (Inglés). R. Ahai (hebreo: רב אחאי, pronunciación: Rav Achai, a veces registrado como R. Ajá, hebreo: רב אחא, pronunciación: Rav Acha) fue un sabio Savora judío de la primera generación de la era Savora. R. Ahai es el sabio Savora más mencionado en el Talmud babilónico. Su filosofía acerca de las preguntas en el Talmud se ha extraído como el prólogo: "R. Ahai respondió: ..."  Los sabios de la Tierra de Israel decían de él:
"Presten atención a la opinión de R. Ahai porque ilumina los ojos del exilio" Talmud Bavlí, Tratado Hulín, bis 59
En cuanto a su identificación exacta y el período, hay un número de premisas.

## Eras rabínicas
- Jazal
- Zugot
- Tanaim
- Amoraim
- Savoraim
- Gueonim
- Rishonim
- Ajaronim